# رم ساعت ۱۱:۰۰
رم ساعت ۱۱:۰۰ (ایتالیایی: Roma ore ۱۱) فیلمی در ژانر درام به کارگردانی جوزپه د سانتیس است که در سال ۱۹۵۲ میلادی منتشر شد.
این فیلم یکی از بهترین نمونه‌های فیلم‌سازی سبک نئورئالیسم در سینمای ایتالیا است. آگوستو جنینا فیلم مشابهی به نام سه داستان ممنوعه بر اساس همان حادثه در خیابان ساویا در رم ساعت ۱۱ ساخته‌است.

## بازیگران
- لوچا بوزه
- کارلا دل پوجو
- لئا پادووانی
- دلیا اسکالا
- النا وارتسی
- رف ولونه
- ماسیمو جیروتی
- پائولو استوپا
- پائولا بوربونی
- آلبرتو فارنزه
- پیترو توردی
- ماریا گراتسیا فرانچا
- کِـکو دورانته
- آرماندو فرانچولی
- مارکو ویکاریو
- میکله ریکاردینی
- فائوستو گوئرتسونی